# Caproni Ca.20
El Caproni Ca.20 fue un primigenio caza monoplano. Desarrollado por Giovanni Battista Caproni en 1914, el único prototipo construido hoy está expuesto en el Museo del Vuelo de Seattle.  

## Diseño y desarrollo
El Caproni Ca.20 fue un derivado del monoplano de observación Caproni Ca.18, que había sido desarrollado en 1913 a partir de los anteriores Caproni Ca.8 y Caproni Ca.16. Era propulsado por un motor más potente, el Rhône. Tenía una inusual cubierta hemisférica para la hélice de madera, que terminaba en el fuselaje. La cubierta tenía ranuras para permitir el enfriamiento del motor. Sus mejoradas características aerodinámicas le ofrecián una mayor velocidad y maniobrabilidad. Diseñado como un caza, se le instaló una ametralladora Lewis encima de la cabina, situada sobre el arco de la hélice y apuntada mediante una mira al nivel del piloto. Los primeros mecanismos sincronizadores, que permitían disparar una ametralladora con seguridad entre las palas de una hélice en movimiento, no aparecerían hasta la introducción del Fokker Eindecker en 1915, aunque los franceses llevaron a cabo varios experimentos desde 1913.       

## Historia

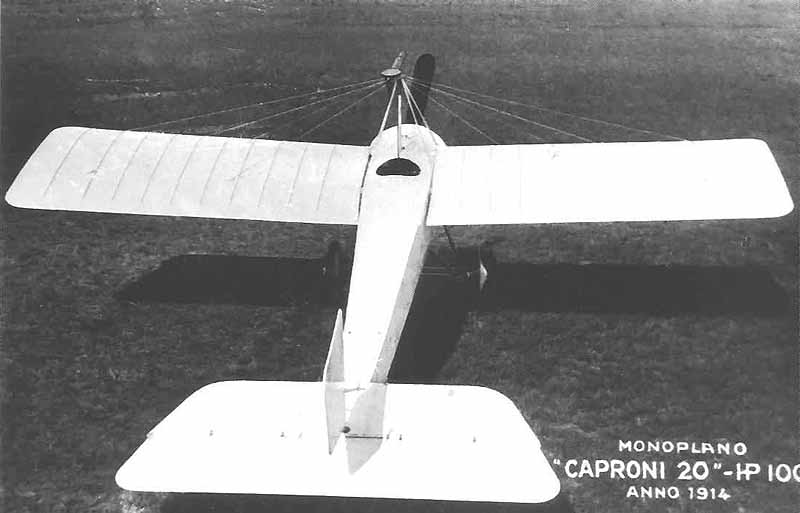
El Caproni Ca.20 en una postal de la época.

Solamente se construyó un solo ejemplar del Caproni Ca.20, porque el gobierno italiano rechazó el diseño a favor de bombarderos. El prototipo quedó almacenado dentro de un galpón de la hacienda de Giovanni Battista Caproni durante 85 años, antes de ser vendido en 1999 al The Museum of Flight en Seattle . El clima seco ayudó a conservar el avión, excepto sus llantas, que habían sido mordisqueadas por roedores. El prototipo del Caproni Ca.20 expuesto en el museo conserva todas sus piezas originales.

## Especificaciones
Referencia datos: 

### Características generales
- Tripulación: 1
- Longitud: 8,4 m (27,4 ft)
- Envergadura: 7,9 m (26 ft)
- Altura: 2,9 m (9,5 ft)
- Superficie alar: 13,4 m² (144 ft²)
- Peso vacío: 353 kg (778 lb)
- Peso cargado: 586 kg (1291,5 lb)
- Planta motriz: 1× Motor radial Rhône.
  - Potencia: 74 kW (99 HP; 100 CV)

### Rendimiento
- Velocidad máxima operativa (Vno): 166 km/h (103 MPH; 90 kt)
- Velocidad crucero (Vc): 130 km/h (81 MPH; 70 kt)
- Alcance: 350 m (1148 ft)
- Techo de vuelo: 3450 m (11 319 ft)

### Armamento
- Ametralladoras: 1× ametralladora Lewis de 7,70 mm